# 景敏
景敏（穆麟德轉寫：gingmin；1764年—1813年），满洲正白旗人，清朝政治人物。
嘉庆九年(1804年)，接替方应恒任漳州府知府一职，嘉庆九年(1804年)由特通阿接任。后任浙江按察使、江西按察使、福建布政使、贵州巡抚等职。